# Paravilla californica
Paravilla californica är en tvåvingeart som beskrevs av Hall 1981. Paravilla californica ingår i släktet Paravilla och familjen svävflugor. Inga underarter finns listade i Catalogue of Life.